# Promonhystera faber
Promonhystera faber är en rundmaskart som beskrevs av Christian Wieser 1956. Promonhystera faber ingår i släktet Promonhystera och familjen Monhysteridae. Inga underarter finns listade i Catalogue of Life.